# Ernst August von Seuffert
Ernst August (Ritter von) Seuffert (* 1. September 1829 in Würzburg; † 7. Januar 1907 in München) war ein deutscher Rechtswissenschaftler und Professor für Zivilrecht in München.

## Leben
Er wurde 1829 als Sohn des Professors für Zivilrecht und Lehrstuhlinhabers in Würzburg Johann Adam Seuffert (persönlicher Adel ab 1850) geboren. Sein Großvater war der Juraprofessor und würzburgische Hofrat Johann Michael von Seuffert.
Ernst August Seuffert studierte Jura an den Universitäten in Straßburg und München. 1854 wurde er als Dr. jur. in München mit der Promotionsarbeit Dissertatio juridica de auctione promoviert und habilitiert. Ab 1857 war er ao. Professor für Pandektenrecht und später Ordinarius an der k. Universität München sowie bayerischer Geheimer Rat. Am 23. Dezember 1878 wurde ihm das Ritterkreuz des Verdienstordens vom Hl. Michael I. Klasse verliehen. 1894 emeritierte er.
1897 wurde ihm der Verdienstorden der Bayerischen Krone verliehen, der mit der Erhebung in den persönlichen Adel verbunden war. Ein Ordensmitglied, dessen Vater und Großvater ebenfalls diese Auszeichnung erworben hatten oder Ritter des Militär-Max-Joseph-Ordens waren, hatten Anspruch auf Verleihung des erblichen Adels. Ernst August Ritter von Seuffert war die erste Person, auf die dies zutraf. So wurden auch sein Sohn und seine beiden Töchter in den erblichen Adelsstand erhoben.

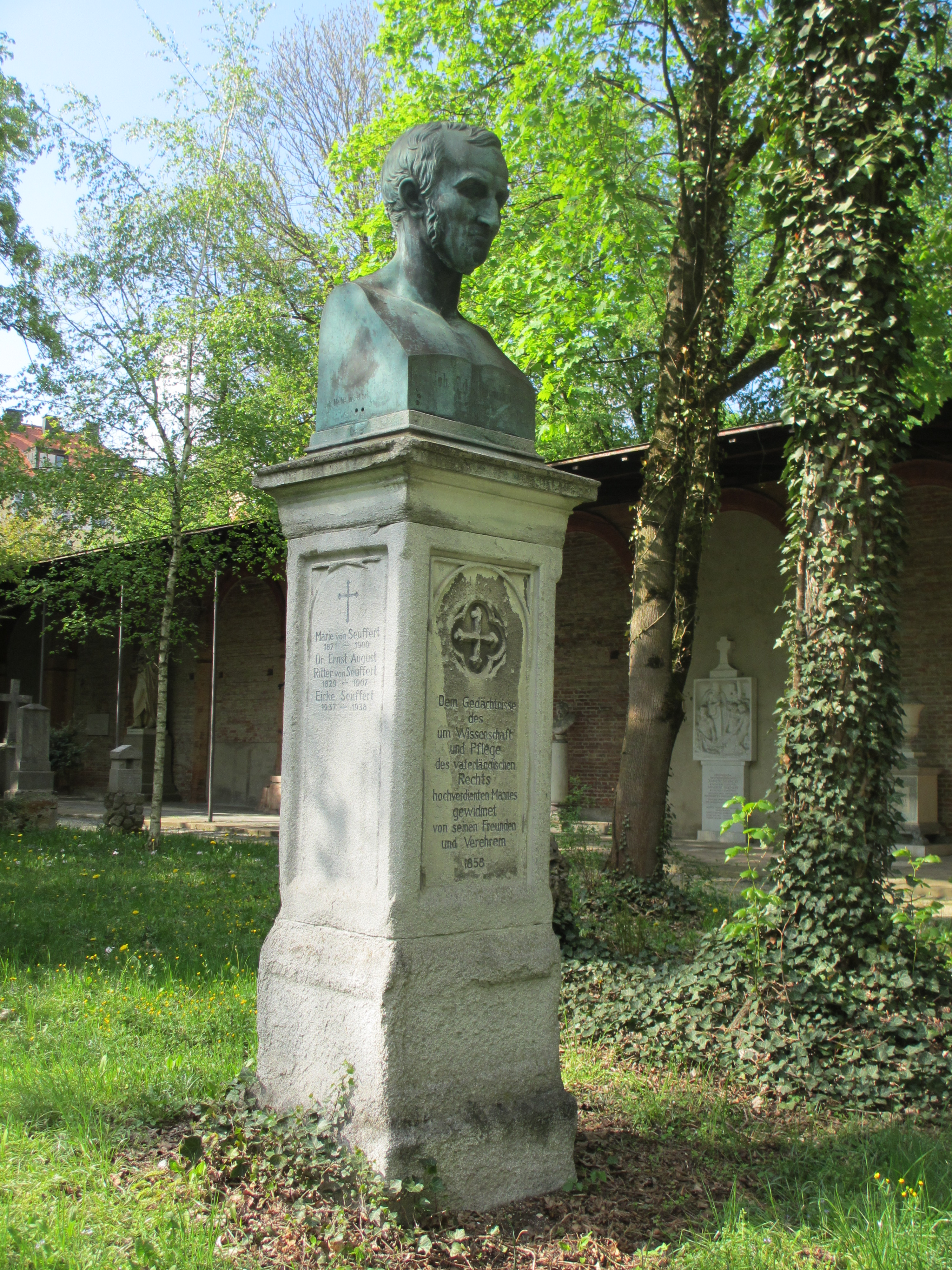
Grab von Johann und Ernst August von Seuffert auf dem Alten Südlichen Friedhof in München

## Schriften
- Archiv für Entscheidungen der obersten Gerichte in den deutschen Staaten.
- Das gesetzliche Veräußerungsverbot bei Singular- und Universalvermächtnissen nach römischem Rechte.
- Praktisches Pandektenrecht, 1852.
- Civilrechtsfälle für den akademischen Gebrauch.
- Zu L. 57 D. de legatis I. 1881.